# Blanche von Frankreich (1253–1323)

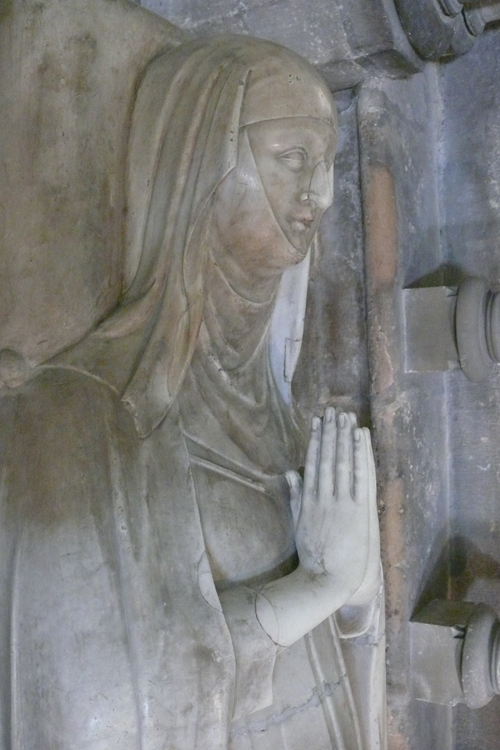
Liegefigur des Sarkophages der Blanche von Frankreich im Couvent des Cordelières in Paris

Blanche (auch Blanka; * 1253 in Jaffa; † 17. Juni zwischen 1320 und 1323 in Paris) war eine französische Prinzessin aus der Dynastie der Kapetinger. Sie war eine Tochter König Ludwigs IX. des Heiligen (Saint Louis) und der Margarete von der Provence.
Vor ihrer Geburt hatte Blanche eine gleichnamige Schwester, die 1243 als Zweijährige gestorben war. Blanche wurde im Verlauf des sechsten Kreuzzuges im Jaffa geboren. Nach dem Willen des Vaters sollte sie als Nonne in einem Kloster der Zisterzienserinnen leben, wogegen sie sich mit Unterstützung des Papstes Urban IV. erfolgreich widersetzte. Am 28. September 1266 wurde in Saint-Germain-en-Laye ein Vertrag über die Ehe zwischen der 13-jährigen Blanche und dem 11-jährigen kastilischen Infanten Ferdinand de la Cerda besiegelt, welcher der älteste Sohn und der voraussichtliche Erbe des Königs Alfons X. von Kastilien war. Die Ehe wurde am 30. November 1268 in Burgos geschlossen. Blanche und Ferdinand waren zu diesem Zeitpunkt 15 und 13 Jahre alt. Aus der Ehe gingen die Kinder Alfonso de la Cerda (* 1270; † 1324) und Ferdinand de la Cerda (* 1275; † 1322) hervor.
Infant Ferdinand de la Cerda starb im Jahr 1275 noch vor seinem Vater im Alter von 20 Jahren, wodurch die Söhne von Blanche in der Thronfolge Kastiliens aufrückten. Ihr Schwager, Infant Sancho, zwang seinen Vater zu einer Änderung der Thronfolge zu seinen Gunsten. Blanche und ihre Söhne wurden zeitweise gefangen gesetzt, konnten aber 1277 nach einer Intervention König Philipps III. nach Frankreich ausreisen. Von dort aus hielt sie die Ansprüche ihrer Söhne auf den kastilischen Thron weiter aufrecht, ohne dass diese aber je realisiert werden konnten. Ihr Großneffe, König Philipp IV. der Schöne, gab 1290 die Unterstützung für die de la Cerda seitens der französischen Krone gänzlich auf.
Zusammen mit ihrer Mutter gilt Blanche als Gründerin des Couvent des Cordelières der Klarissinnenschwesternschaft in Paris im Jahr 1289. Dort zog sie sich im Alter zurück, wo sie zwischen den Jahren 1320 und 1323 starb. Sie wurde in der Klosterkirche Sainte Claire de l’Oursine bestattet.